# Luo Tiantian
Pour les articles homonymes, voir Luo.
Luo Tiantian née le 12 juillet 1995, est une joueuse de hockey sur gazon chinoise.

## Carrière
Elle a fait partie de l'équipe nationale pour concourir aux Jeux olympiques de 2020 à Tokyo.

## Palmarès
- : 2e à Coupe d'Asie en 2017.